# Nina Derwaelová
Nina Derwaelová (* 26. března 2000, Sint-Truiden) je belgická sportovní gymnastka, která dosahuje největších úspěchů na bradlech. V této disciplíně se v roce 2021 na hrách v Tokiu stala olympijskou vítězkou. Stala se tak první Belgičankou, která získala olympijskou medaili v gymnastice. Z bradel má také dva tituly mistryně světa (2018, 2019) a mistryně Evropy (2017, 2018). Vyhrála též Evropské hry v roce 2019, tentokrát na kladině. Dva cviky na bradlech jsou pojmenovány podle ní. Třikrát byla zvolena belgickou sportovkyní roku (2018, 2019, 2021). V roce 2020 vyhrála v belgické verzi televizní šou v Česku známé jako Stardance. Její otec Nico Derwael byl fotbalistou, hrál za Racing Genk, její matka Marijke Lammensová byla házenkářka a stolní tenistka. S gymnastikou začala již ve dvou letech, ačkoli to belgické předpisy nedovolovaly.